# Mission: Impossible – Rogue Nation
Mission: Impossible – Rogue Nation is een Amerikaanse actiefilm uit 2015, geregisseerd door Christopher McQuarrie. De film is de vijfde in de reeks films gebaseerd op de gelijknamige televisieserie, telkens met Tom Cruise in de hoofdrol.

## Verhaal
Geheim agent Ethan Hunt (Tom Cruise) van de IMF (Impossible Mission Force) en zijn teamgenoten infiltreren in een luchthaven in Minsk om een levering van chemische wapens te onderscheppen. Wanneer technisch expert Benji Dunn (Simon Pegg) niet kan beletten dat het vliegtuig opstijgt, kan Hunt op het vliegtuig springen tijdens het opstijgen en slaagt erin te ontsnappen met de lading.
Enige tijd later wordt de IMF ontbonden door Alan Hunley, hoofd van de CIA wegens hun roekeloos gedrag en worden ze beschuldigd van de aanslag op het Kremlin een jaar eerder. Ondanks protesten van William Brandt (Jeremy Renner) worden alle operaties stilgelegd. Niettemin vertrekken Ethan, Luther Stickell, Brandt en Benji op een nieuwe missie op zoek naar een schimmige organisatie bekend als "The Syndicate", een multinationale groep die samengesteld is uit ex-agenten.

## Rolverdeling
| Acteur            | Personage                           |
| ----------------- | ----------------------------------- |
| Tom Cruise        | Ethan Hunt                          |
| Jeremy Renner     | William Brandt                      |
| Simon Pegg        | Benji Dunn                          |
| Rebecca Ferguson  | Ilsa Faust                          |
| Ving Rhames       | Luther Stickell                     |
| Sean Harris       | Lane                                |
| Alec Baldwin      | Alan Hunley                         |
| Simon McBurney    | Attlee                              |
| Zhang Jingchu     | Lauren                              |
| Tom Hollander     | Premier van het Verenigd Koninkrijk |
| Jens Hultén       | Janik Vinter / "The Bone Doctor"    |
| Hermione Corfield | Record Shop Girl / IMF Agent        |
| Alec Utgoff       | A400 Crewman                        |

## Productie
Het filmen begon op 21 augustus 2014 in Wenen en eindigde op 12 maart 2015. De film kreeg positieve kritieken van de filmcritici.

## Soundtrack
De filmmuziek werd gecomponeerd door Joe Kraemer, die eerder al samenwerkte met regisseur McQuarrie bij de films The Way of the Gun en Jack Reacher. De soundtrack werd op 28 juli 2015 uitgebracht door La-La Land Records.

### Tracklist
Alle muziek is geschreven door Joe Kraemer.
| Nr. | Titel                                          | Duur |
| --- | ---------------------------------------------- | ---- |
| 1.  | The A400                                       | 6:38 |
| 2.  | Solomon Lane                                   | 4:08 |
| 3.  | Good Evening, Mr. Hunt                         | 2:35 |
| 4.  | Escape to Danger                               | 2:46 |
| 5.  | Havana to Vienna                               | 5:13 |
| 6.  | A Flight at the Opera                          | 2:23 |
| 7.  | The Syndicate                                  | 3:44 |
| 8.  | The Plan                                       | 3:21 |
| 9.  | It's Impossible (CD Exclusive Track)           | 1:23 |
| 10. | The Torus                                      | 7:02 |
| 11. | Morocco Pursuit                                | 2:29 |
| 12. | Grave Consequences                             | 4:12 |
| 13. | A Matter of Going                              | 5:05 |
| 14. | The Blenheim Sequence                          | 4:00 |
| 15. | Audience with the Prime Minister               | 4:23 |
| 16. | This is the End, Mr. Hunt (CD Exclusive Track) | 3:48 |
| 17. | A Foggy Night in London                        | 2:10 |
| 18. | Meet the IMF                                   | 1:47 |
| 19. | Finale and Curtain Call                        | 6:14 |